# Gnorismoneura micronca
Gnorismoneura micronca es una especie de polilla del género Gnorismoneura, tribu Archipini, familia Tortricidae. Fue descrita científicamente por Meyrick en 1937.

## Distribución
La especie se distribuye por China.